# Rheinbrücke Kaiserstuhl–Hohentengen
Die Rheinbrücke Kaiserstuhl–Hohentengen ist eine Straßenbrücke, die zwischen Kaiserstuhl und dem Schloss Rötteln bei Hohentengen den Hochrhein sowie die Grenze zwischen der Schweiz und Deutschland überspannt. Die Brücke ist für zwei Fahrstreifen mit insgesamt 6,0 m Breite und einseitigem Gehweg mit 1,75 m Breite ausgelegt. Sie verknüpft im Straßennetz die rechtsrheinische deutsche Landesstraße 161 mit der linksrheinischen schweizerischen Hauptstrasse 7.
In Brückenmitte auf der Unterstromseite ist eine Natursteinstatue des Schutzpatrons, des Heiligen Nepomuk, aufgestellt. Es ist die Kopie einer 1752 vom Kaiserstuhler Bildhauer und Holzschnitzer Franz Ludwig Wind geschaffenen Skulptur.

## Geschichte

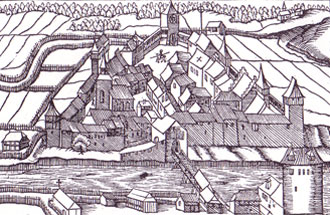
Holzbrücke auf Stich von 1548

Schon im Mittelalter stand an einer der engsten Stellen des Hochrheins eine Holzbrücke.
Eine Urkunde von 1294, die eine Zugehörigkeit von Hohentengen und Kaiserstuhl zur Burg Rötteln voraussetzt, die in diesem Jahr „durch Kauf von den Freiherrn zu Regensberg an das Hochstift Konstanz“ ging, meint „mit der Burg zu Kaiserstuhl, die ‚ander brugge lit‘ […] Rötteln“. Eine „spätere wurde 1799 von den Franzosen abgebrannt. 1817 riß sie der hochgehende Rheinstrom wieder weg.“ Die 1799 zerstörte gedeckte Holzbrücke war erst 1769 erstellt worden.
1823 errichtete der Baumeister Blasius Balteschwiler eine Holzbrücke, die 1876 durch ein Hochwasser zerstört wurde. Zwischen den Jahren 1885 und 1891 folgte der Neubau, diesmal als Stahlbrücke mit zwei Öffnungen und Spannweiten von jeweils 43,3 m. Die Widerlager der Holzbrücke mit gemauerten Seitenöffnungen konnten mit einer Erhöhung von rund 1,0 m wiederverwendet werden. Der neue, gemauerte Strompfeiler wurde auf einem stählernen Senkkasten gegründet. Eine Bauwerksuntersuchung und statische Berechnungen im Jahr 1969 ergaben, dass das Bauwerk nur noch für das Befahren durch Fahrzeuge mit maximal 16 t Gesamtgewicht zugelassen wurde. In den folgenden Jahren kam es zu umfangreichen, 3,285 Millionen Schweizer Franken teuren Instandsetzungsmaßnahmen an der Brücke. Im ersten Schritt wurde 1979 der Strompfeiler saniert. Am 23. Februar 1983 schlossen das Bundesland Baden-Württemberg und der Kanton Aargau einen Staatsvertrag über den Bau und Unterhalt der neuen Brücke. Im Jahr 1985 folgte der Austausch des alten Stahlüberbaus durch eine Stahlverbundkonstruktion mit obenliegender Fahrbahn.
In der älteren Literatur häufig erwähnt – das Buch zum Amtsbezirk Waldshut erwähnt vorsichtig (S. 212): „Die erste Brücke soll schon zur Römerzeit hier über den Rhein geführt haben“ –, konnte ein derartiges Bauwerk jedoch nicht nachgewiesen werden.

## Konstruktion

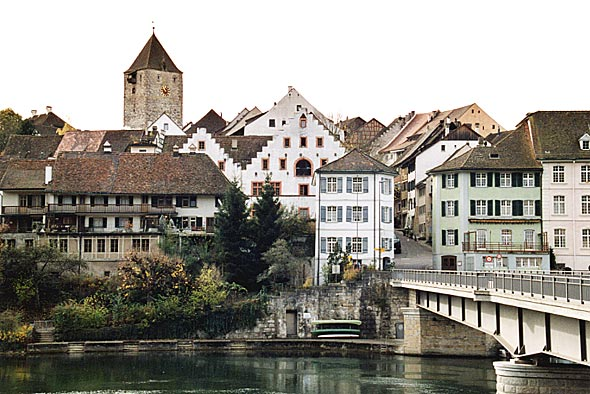
Blickrichtung Kaiserstuhl

Der Überbau von 1891 überspannte mit zwei Feldern den Rhein. Er besaß in Längsrichtung in jedem Feld zwei genietete Fachwerkträger aus Schweißeisen, deren Obergurte parabolisch gekrümmt waren und die in Längsrichtung den Einfeldträger als Bauwerkssystem aufwiesen. In Querrichtung war der Überbau als Trogquerschnitt ausgebildet. Zwischen den beiden Fachwerkträgern, die maximal 4,0 m hoch waren und einen Achsabstand von 5,8 m besaßen, lag die Fahrbahnplatte.
Der neue Überbau von 1985 weist in Längsrichtung den Durchlaufträger mit zwei Feldern von jeweils 43,05 m Stützweite als Bauwerkssystem auf. Die Bauhöhe der Deckbrücke beträgt 2,0 m. Über dem Mittelpfeiler sind die Hauptträger mit einer polygonalen Voute von 3,29 m Bauhöhe ausgeführt. Die beiden stählernen Vollwandträger sind in einem Abstand von 5,25 m angeordnet und mit vertikalen Steifen ausgebildet. Die mindestens 32 cm dicke Stahlbetonfahrbahnplatte kragt beidseitig 1,8 m aus und ist in Längsrichtung mit Spanngliedern vorgespannt. Die beiden  flach gegründeten Widerlager von 1824 wurden durch jeweils zwei Bohrpfähle mit 90 cm Durchmesser verstärkt.